# Wałerij Podłużny
Wałerij Wasylowycz Podłużny (ukr. Валерій Васильович Подлужний; ur. 22 sierpnia 1952 w Stalinie, zm. 4 października 2021) – radziecki ukraiński lekkoatleta, specjalizujący się w skoku w dal, który reprezentował Związek Socjalistycznych Republik Radzieckich.
Trzykrotny olimpijczyk (Monachium 1972, Montreal 1976 oraz Moskwa 1980) zdobył jeden brązowy medal w skoku w dal podczas zawodów w stolicy ZSRR w 1980 roku. Międzynarodową karierę rozpoczął od zdobycia trzech złotych krążków (w skoku w dal, trójskoku oraz sztafecie 4 × 100 metrów) podczas mistrzostw Europy juniorów w 1970 roku w Paryżu. Mistrz Europy z Rzymu (1974) oraz dwukrotny halowy wicemistrz Starego Kontynentu (1976 oraz 1979). Dwa razy w karierze stawał na najwyższym podium uniwersjady. Medalista mistrzostw kraju. Rekordy życiowe: stadion – 8,18 (28 lipca 1980, Moskwa); hala – 8,12 (16 lutego 1980, Moskwa).

## Osiągnięcia
| Rok  | Impreza                     | Miejsce   | Pozycja     | Wynik |
| ---- | --------------------------- | --------- | ----------- | ----- |
| 1970 | Mistrzostwa Europy juniorów | Paryż     | 1. miejsce  | 7,87  |
| 1970 | Mistrzostwa Europy juniorów | Paryż     | 1. miejsce  | 16,25 |
| 1970 | Mistrzostwa Europy juniorów | Paryż     | 1. miejsce  | 40,18 |
| 1971 | Halowe mistrzostwa Europy   | Sofia     | 11. miejsce | 7,54  |
| 1971 | Mistrzostwa Europy          | Helsinki  | 10. miejsce | 7,72  |
| 1972 | Igrzyska olimpijskie        | Monachium | 9. miejsce  | 7,72  |
| 1973 | Uniwersjada                 | Moskwa    | 1. miejsce  | 8,15  |
| 1974 | Halowe mistrzostwa Europy   | Göteborg  | 4. miejsce  | 7,54  |
| 1974 | Mistrzostwa Europy          | Rzym      | 1. miejsce  | 8,12  |
| 1976 | Halowe mistrzostwa Europy   | Monachium | 2. miejsce  | 7,79  |
| 1976 | Igrzyska olimpijskie        | Montreal  | 7. miejsce  | 7,88  |
| 1978 | Mistrzostwa Europy          | Praga     | 6. miejsce  | 7,89  |
| 1979 | Halowe mistrzostwa Europy   | Wiedeń    | 2. miejsce  | 7,86  |
| 1979 | Uniwersjada                 | Meksyk    | 1. miejsce  | 8,16  |
| 1980 | Igrzyska olimpijskie        | Moskwa    | 3. miejsce  | 8,18  |